# Burtons Maulbrüter
Burtons Maulbrüter (Astatotilapia burtoni, Syn.: Haplochromis burtoni) ist eine Buntbarschart, die im ostafrikanischen Tanganjikasee, den in den See strömenden Flüssen und im Lukuga, dem Abfluss des Tanganjikasees zum Kongo, vorkommt. Außerdem kommt sie im oberen und mittleren Kagera-Nil und den Seen in seinem Einzugsgebiet vor, wo Burtons Maulbrüter wahrscheinlich vom Menschen eingeführt wurde. Burtons Maulbrüter wurde nach der Burtonbucht benannt, die ihrerseits nach dem britischen Afrikaforscher Richard Francis Burton benannt wurde.

## Merkmale
Männchen von Burtons Maulbrüter werden im Allgemeinen 12 cm lang, die Maximallänge beträgt 15 cm. Weibchen bleiben mit einer Länge von 7 cm deutlich kleiner. Die Art hat die typische Gestalt eines Haplochromis-Verwandten mit einem bulligen Kopf und einem großen, leicht nach oben stehenden Maul. Der Körper ist gelblich bis grünlichgrau oder hellblau gefärbt und zeigt einige dunkle Querstreifen, die je nach Stimmung mehr oder weniger deutlich sichtbar sind. Auf beiden Kopfseiten zeigen sich deutliche Augenbinden, die sich vom Nacken zu den Mundwinkeln erstrecken. Außerdem gibt es zwei bis drei waagerechte dunkle Streifen über dem Maul. Die Lippen sind blau. Männchen zeigen auf der Afterflosse deutliche gelbe, schwarz umrandete Eiflecke. Der Schwanzflossenstiel ist 1,1- bis 1,2-mal so lang wie hoch. Die Anzahl der Flossenstacheln in der Rückenflosse liegt bei 13 bis 15.

## Lebensweise
Burtons Maulbrüter lebt in seichten Abschnitten des Tanganjikasee in der Nähe von Flussmündungen, in den Flussmündungen, mündungsnahen Sümpfen und Überschwemmungsgebieten und in langsam fließenden Flüssen. Er ist ein Allesfresser, der Insektenlarven, kleinere Fische, Diatomeen, Algen und verschiedenes pflanzliches Material frisst. Zur Laichzeit sind die Männchen revierbildend und legen eine flache Grube in den Gewässerboden an, in die die Partner ablaichen. Die Eier werden anschließend vom Weibchen ins Maul genommen. Nach etwa 14 Tagen werden die Jungfische aus dem Maul entlassen, können bei Gefahrensituationen aber noch einige Zeit lang dort Zuflucht suchen.